# Xosé Tarrío González
Xosé Tarrío González   (la Corunya, 1968 - la Corunya, 2 de gener de 2005) fou un escriptor i activista anarquista gallec en contra de les presons, conegut pel llibre Huye, hombre, huye. Diario de un preso FIES, publicat l'any 1997 per Virus Editorial, on recull el seu procés de politització dins de la presó i que es va convertir en un best-seller entre els col·lectius antisistema i en una reveladora experiència de la presó viscuda des de dins.

## Biografia
Havent entrat amb dinou anys per delictes comuns i una pena de dos anys i mig, que les circumstàncies acabarien convertint en 71 anys ferms de condemna i en peticions que superarien els 100 anys de presó, Xosé Tarrío va protagonitzar diverses fugues i motins, uns amb èxit i d'altres no, al llarg del seu periple per la majoria de presons de la geografia espanyola, on va fer amistats duradores com la de Juan José Garfia, autor del llibre Adiós prisión.
Es va trobar amb la violència, el narcotràfic i l'enviliment que es respiraven a la presó, i es va formar intel·lectualment mitjançant la lectura durant les llargues estades en aïllament per aplicació del règim FIES, sota tortures, maltractes i vexacions, que van desembocar en la publicació del seu llibre autobiogràfic i que reflecteix la realitat de moltes persones empresonades. Excarcerat el maig del 2003 després de 16 anys de presó i més de 10 d'aïllament, Tarrío va tornar a presó el setembre del 2003.

## Obra publicada
- Huye, hombre, huye. Diario de un preso FIES. Editorial Virus. Barcelona, 1997. ISBN 978-84-88455-45-1[7]
- Que la lucha no muera. Editorial Imperdible, 2015. ISBN 978-84-606-7905-9

### Com a col·laborador
Adiós prisión. Juan José Garfia. Editorial Txalaparta. Tafalla, 1995. ISBN 978-84-81360-06-6